# Panfløjte
Panfløjten (græsk: syrinx) er et gammelt blæseinstrument bestående af en serie rør sat ved siden af hinanden (oftest i en vingelignende form). Rørene er lukket for neden. Tonerne skabes, når fløjtespilleren blæser luft hen over rørets åbne ende. Rørene varierer i længde og er stemt i hver sin tone. 
Panfløjten er den mytiske skikkelse Pans instrument. Den optræder især inden for film eller skuespil, hvor dens lokkende eller mystiske toner anvendes til at skabe en stemning. Selve instrumentet skaber også associationer til Pans erotiske og drilske karakter.